# Francisco Javier García Rodrigo
Francisco Javier García Rodrigo y García Sáez (Valverde del Júcar, 16 de noviembre de 1816-Madrid, 28 de noviembre de 1891) fue un científico, escritor e historiador español, conocido por su defensa histórica de la Inquisición española.

## Biografía
Nació en la villa de Valverde del Júcar (provincia de Cuenca), donde su padre, profesor de Ciencias exactas y naturales y luego miembro del Cuerpo de Ingenieros de Minas (en el que llegó hasta desempeñar el cargo de inspector general), residía accidentalmente, obligado por sus convicciones políticas.
Francisco Javier fue educado por su madre en los principios católicos. Apenas cumplidos los ocho de edad, su familia regresó a Madrid, donde cursó sus estudios de Filosofía en el Colegio Imperial de la Compañía de Jesús, hasta que decretada la clausura de Universidades y Colegios, tuvo que pasar a continuar sus estudios de Humanidades al establecimiento de Eguilaz, donde obtuvo un premio extraordinario de la Comisión de Instrucción pública, ante la cual leyó una Memoria sobre un punto de Filosofía, que fue impresa y repartida con profusión.
Abiertos de nuevo los centros universitarios, Francisco Javier García Rodrigo se trasladó a la Universidad de Alcalá, donde ocupó el primer puesto en todas las clases. Posteriormente ingresó en el seminario conciliar de Tortosa, de cuya diócesis era obispo su tío Víctor Damián Sáez, y en el que desempeñaba una cátedra su hermano José, antiguo canónigo y gobernador eclesiástico en aquel momento.
Perseguido el obispo de Tortosa como supuesto adicto a la causa del pretendiente Don Carlos durante la primera guerra carlista, su hermano el gobernador eclesiástico y Francisco Javier se refugiaron con él en Sigüenza, donde el obispo tuvo que permanecer escondido en la planta baja de la casa de un amigo, en la que al poco tiempo murió por una enfermedad adquirida en el viaje.
Francisco Javier no pudo ordenarse finalmente como sacerdote por haberse suspendido en aquella época el conferir órdenes sagradas. Regresó a Madrid con sus padres y continuó sus estudios de Ciencias exactas y naturales en la Universidad de Madrid, recientemente establecida, y a pesar de haber estudiado Teología, renunció finalmente al sacerdocio por falta de vocación. Tras el fin de la guerra, regresó a Sigüenza para dar digna sepultura a los restos mortales de su tío en la catedral de Tortosa. Alrededor del año 1840 contrajo matrimonio con Juana Pérez Soldevila, hija de Damián Pérez, antiguo médico de cámara de Fernando VII.
Dedicado a la defensa de la fe católica, colaboró en periódicos y revistas como La ciencia cristiana, La lectura católica, El averiguador universal y otras contra la impiedad y lo que consideraba como errores del racionalismo. Más tarde publicaría una obra de controversia titulada Los principios católicos ante la razón, que fue elogiada por la prensa católica y política de aquel tiempo, mereciendo además ser recomendada por los boletines eclesiásticos de diferentes diócesis.
Poco después escribió una biografía del beato Jacobo de Gracia, cuya propiedad cedió a la Congregación del Santísimo Sacramento, que celebraba su culto en el Oratorio del Caballero de Gracia. Pero su obra más importante fue Verdadera historia de la Inquisición, en tres tomos, publicada en 1877, en la que defendió el Tribunal del Santo Oficio con diversos argumentos, razones y datos históricos. La obra le valió las felicitaciones y elogios de numerosos católicos españoles y de periódicos nacionales y extranjeros, además de una afectuosa carta del papa León XIII y su bendición apostólica. Fue también premiado como individuo de la Academia de los Quiriles de Roma.
Individuo del Cuerpo colegiado de Caballeros Hijos-Dalgo de la nobleza de Madrid desde 1856, Francisco Javier García Rodrigo publicó en 1884 una detallada historia de todas las hazañas y vicisitudes que atravesó este Cuerpo desde su creación en tiempo de Alfonso VI hasta finales del siglo XIX. Mantuvo estrecha amistad con el marqués de Novaliches, presidente del Cuerpo de la Nobleza y recibió de Isabel II la encomienda de número de la Real y distinguida Orden de Carlos III y la Gran Cruz de Isabel la Católica. Figuró asimismo en el Ayuntamiento de Real orden de Madrid formado durante el reinado de Isabel II por el marqués de Torneros, el duque de Baena, Madrazo, Ramírez y otros individuos. Tras la revolución de 1868, formó parte de la Asociación de Católicos de Madrid presidida por el marqués de Viluma, a la que pertenecieron destacados carlistas y otras personalidades en defensa del papa y de la unidad católica de España.
Falleció en Madrid el 28 de noviembre de 1891. Durante más de treinta años desempeñó la secretaría general del Cuerpo colegiado de la Nobleza, y los últimos años de su vida los dedicó al fomento de les intereses de la escuela que en la parroquia de San Ildefonso como miembro de la Asociación de Católicos. Fue padre de Manuel García Rodrigo y Pérez, abogado del Colegio de Madrid y diputado en Cortes durante el Sexenio Democrático —casado con la hija de Cándido Nocedal— y abuelo del abogado y periodista Ramón García Rodrigo Nocedal, quien tuvo la iniciativa de erigir el monumento al Sagrado Corazón de Jesús del Cerro de los Ángeles.

## Obras
- Historia de los Papas (1870)
- Los principios católicos ante la razón (1870)
- Historia verdadera de la Inquisición (1876-1877)
- El Caballero de Gracia (1881)
- El Cuerpo Colegiado de la Nobleza de Madrid : historia de su creación, varones ilustres, hechos gloriosos y vicisitudes hasta el año de 1884